# Niklas Niehoff
Niklas Niehoff (Wietmarschen, 20 augustus 2004) is een Duits voetballer die doorgaans als rechtsbuiten speelt. In 2024 maakte hij zijn debuut in het Duitse profvoetbal voor Holstein Kiel in de 2. Bundesliga de club waarbij hij onder contract staat.

## Clubloopbaan

### Jeugd
Niehoff begon met voetballen bij SV Wietmarschen en kwam via Vorwärts Nordhorn in de jeugdopleiding van SV Meppen terecht, waar hij deel uitmaakte van het samenwerkingsverband JLZ Emsland. In 2020 vervolgde hij zijn loopbaan richting Noord-Duitsland en sloot hij zich aan bij de onder-17 van Holstein Kiel. Vanwege de coronamaatregelen kwam hij in het seizoen 2020/21 slechts tot vijf wedstrijden, waarna de competitie werd stilgelegd. In het daaropvolgende seizoen maakte hij op 14 augustus zijn debuut voor de onder-19 in de uitwedstrijd tegen FC St. Pauli, waarin hij direct in de basis startte. Die basisplaats behield hij de rest van het seizoen. In zijn tweede seizoen in deze leeftijdscategorie werd Niehoff geruime tijd gehinderd door een blessure. Aan het einde van het seizoen 2021/22 maakte hij de overstap naar de seniorenselectie en sloot hij aan bij het tweede elftal van Holstein Kiel.

### Holstein Kiel
Niehoff maakte op 9 april 2022 zijn debuut in het tweede elftal van Holstein Kiel tijdens de play-offs van de Regionalliga Nord. In de met 1–2 verloren thuiswedstrijd tegen VfB Oldenburg viel hij in de 60e minuut in voor Nico Mai. . Een week later, op 16 april, stond hij voor het eerst in de basis in het duel tegen VfV 06 Hildesheim. In deze met 4–0 gewonnen wedstrijd maakte hij in de 35e minuut zijn eerste doelpunt in het seniorenvoetbal. Om hem langer aan de club te binden, werd hem een nieuw contract aangeboden dat hij in april 2022 ondertekende. In zijn tweede seizoen groeide Niehoff uit tot een vaste basisspeler in het tweede elftal. Op 4 december 2022 maakte hij een hattrick in de met 4–0 gewonnen thuiswedstrijd tegen SV Atlas Delmenhorst. Als gevolg van zijn goede prestaties werd hij tijdens de winterstop uitgenodigd om mee te gaan met het trainingskamp van het eerste elftal in Spanje.
Tijdens de voorbereiding op het seizoen 2023/24 werd Niehoff door trainer Marcel Rapp overgeheveld naar de eerste selectie van Holstein Kiel. In de eerste oefenwedstrijd, tegen amateurclub SSV Rantzau, maakte hij indruk door in de tweede helft drie doelpunten te scoren. Door de concurrentie van onder anderen Benedikt Pichler en Shuto Machino slaagde hij er echter niet in een basisplaats te veroveren, waardoor hij actief bleef in het tweede elftal. Op 2 december werd hij voor het eerst opgenomen in de wedstrijdselectie van het eerste elftal, voor het competitieduel tegen Wehen Wiesbaden. In de met 3–2 gewonnen thuiswedstrijd bleef hij op de bank. Na de winterstop maakte hij op 11 februari zijn officiële debuut in de 2. Bundesliga, tijdens de thuiswedstrijd tegen Schalke 04.  Hij viel in blessuretijd in voor Joshua Mees. Een week later, tijdens zijn tweede invalbeurt, maakte hij zijn eerste doelpunt in het betaald voetbal. In de met 0–4 gewonnen uitwedstrijd tegen SC Paderborn 07 tekende hij in de blessuretijd voor de vierde treffer. In totaal kwam hij dat seizoen vier keer als invaller in actie voor het eerste elftal. In juni werd zijn contract opgebroken en met een onbekende looptijd verlengd. Om zich verder te ontwikkelen, werd Niehoff in de zomer van 2024 voor één seizoen verhuurd aan het naar de 3. Liga gedegradeerde VfL Osnabrück. Tijdens zijn verhuurperiode degradeerde Holstein Kiel na één seizoen weer naar de 2. Bundesliga.

#### Verhuur aan VfL Osnabrück
In juni 2024 werd bekend dat Niehoff voor het seizoen 2024/25 op huurbasis zou uitkomen voor VfL Osnabrück, uit de Duitse deelstaat Nedersaksen. Op 3 augustus maakte hij zijn debuut in de uitwedstrijd tegen SV Sandhausen, waarin hij onder trainer Uwe Koschinat direct in de basis begon. Door tegenvallende resultaten kende de club twee trainerswisselingen: Koschinat werd in september opgevolgd door  Pit Reimers die op zijn beurt na drie maanden werd vervangen door Marco Antwerpen. Ondanks deze wisselingen behield Niehoff onder alle drie de trainers zijn basisplaats. Op 2 februari 2025 maakte hij zijn eerste doelpunt voor Osnabrück in de met 2–3 gewonnen uitwedstrijd tegen SpVgg Unterhaching, waarin hij in de 66e minuut de 0–3 scoorde. In totaal kwam hij dat seizoen tot 29 basisplaatsen en twee doelpunten. Hij had daarmee een belangrijk aandeel in het behalen van de veertiende plaats, waarmee degradatie werd afgewend. In het bekertoernooi om de Landespokal Niedersachsen bereikte de club de finale, die met 2–4 werd verloren van Blau-Weiß Lohne. Niehoff speelde 35 minuten mee in de eindstrijd. Na afloop van de verhuurperiode keerde hij terug naar Holstein Kiel.

## Clubstatistieken
| Seizoen                    | Club             | Competitie        | Competitie | Competitie | Beker | Beker | Internationaal | Internationaal | Overig | Overig | Totaal | Totaal |
| Seizoen                    | Club             | Competitie        | Wed.       | Dlp.       | Wed.  | Dlp.  | Wed.           | Dlp.           | Wed.   | Dlp.   | Wed.   | Dlp.   |
| -------------------------- | ---------------- | ----------------- | ---------- | ---------- | ----- | ----- | -------------- | -------------- | ------ | ------ | ------ | ------ |
| 2021/22                    | Holstein Kiel II | Regionalliga Nord | 7          | 2          | –     | –     | –              | –              | –      | –      | 7      | 2      |
| 2022/23                    | Holstein Kiel II | Regionalliga Nord | 27         | 7          | –     | –     | –              | –              | –      | –      | 27     | 7      |
| 2023/24                    | Holstein Kiel II | Regionalliga Nord | 26         | 8          | –     | –     | –              | –              | –      | –      | 26     | 8      |
| 2023/24                    | Holstein Kiel    | 2. Bundesliga     | 4          | 1          | –     | –     | –              | –              | –      | –      | 4      | 1      |
| 2024/25                    | → VfL Osnabrück  | 3. Liga           | 33         | 2          | 3 *   | 0     | –              | –              | –      | –      | 36     | 2      |
| 2025/26                    | Holstein Kiel    | 2. Bundesliga     | 0          | 0          | 0     | 0     | –              | –              | 0      | 0      | 0      | 0      |
| Carrière totaal            | Carrière totaal  | Carrière totaal   | 97         | 20         | 3     | 0     | –              | –              | –      | –      | 100    | 20     |
| Bijgewerkt tot 5 juli 2025 |                  |                   |            |            |       |       |                |                |        |        |        |        |

* In het seizoen 2024/25 speelde Niehoff één wedstrijd namens VfL Osnabrück in de DFB-pokal en twee wedstrijden in de Landespokal Niedersachsen.

## Interlandloopbaan
Niehoff kwam uit voor diverse Duitse nationale jeugdelftallen. Op 12 november 2021 maakte hij zijn debuut voor  Duitsland –18 tijdens een oefeninterland tegen Denemarken –18. Bondscoach Guido Streichsbier bracht hem in de 66e minuut in het veld, waarna Niehoff kort daarop zijn eerste doelpunt maakte, waarmee hij de 2–2 aantekende in het met 3–3 geëindigde thuisduel. Op 10 mei 2023 speelde hij tegen Denemarken –19 zijn laatste interland voor Duitsland –19. Hij speelde negen jeugdinterlands en maakte daarin drie doelpunten. Tijdens zijn periode in de nationale jeugdteams speelde hij samen met onder anderen Nicolas Oliveira, Yusuf Kabadayi, Nicolò Tresoldi en Tom Sanne.
| Interlands van Niklas Niehoff voor Duitse jeugdelftallen | Interlands van Niklas Niehoff voor Duitse jeugdelftallen | Interlands van Niklas Niehoff voor Duitse jeugdelftallen | Interlands van Niklas Niehoff voor Duitse jeugdelftallen | Interlands van Niklas Niehoff voor Duitse jeugdelftallen | Interlands van Niklas Niehoff voor Duitse jeugdelftallen |
| №                                                        | Datum                                                    | Wedstrijd                                                | Uitslag                                                  | Soort Wedstrijd                                          | Doelpunten                                               |
| Als speler bij Duitsland –18                             | Als speler bij Duitsland –18                             | Als speler bij Duitsland –18                             | Als speler bij Duitsland –18                             | Als speler bij Duitsland –18                             | Als speler bij Duitsland –18                             |
| -------------------------------------------------------- | -------------------------------------------------------- | -------------------------------------------------------- | -------------------------------------------------------- | -------------------------------------------------------- | -------------------------------------------------------- |
| 1.                                                       | 12 november 2021                                         | Duitsland – Denemarken                                   | 3 – 3                                                    | Vriendschappelijk                                        | Goal                                                     |
| 2.                                                       | 12 november 2021                                         | Duitsland – Denemarken                                   | 1 – 2                                                    | Vriendschappelijk                                        |                                                          |
| 3.                                                       | 12 december 2021                                         | Duitsland – Rusland                                      | 1 – 3                                                    | Vriendschappelijk                                        |                                                          |
| 4.                                                       | 15 december 2021                                         | Israël – Duitsland                                       | 0 – 5                                                    | Vriendschappelijk                                        |                                                          |
| 5.                                                       | 17 december 2021                                         | VAE – Duitsland                                          | 1 – 3                                                    | Vriendschappelijk                                        | Goal                                                     |
| 6.                                                       | 24 maart 2022                                            | Duitsland – Frankrijk                                    | 1 – 1                                                    | Vriendschappelijk                                        |                                                          |
| 7.                                                       | 11 mei 2022                                              | België – Duitsland                                       | 0 – 4                                                    | Vriendschappelijk                                        |                                                          |
| Als speler bij Duitsland –19                             |                                                          |                                                          |                                                          |                                                          |                                                          |
| 1.                                                       | 16 november 2022                                         | Malta – Duitsland                                        | 0 – 7                                                    | Vriendschappelijk                                        | Goal                                                     |
| 2.                                                       | 10 mei 2023                                              | Denemarken – Duitsland                                   | 0 – 0                                                    | Vriendschappelijk                                        |                                                          |
| Bijgewerkt tot 5 mei 2024                                |                                                          |                                                          |                                                          |                                                          |                                                          |